# Oeonia
Oeonia je biljni rod iz porodice kaćunovki. Epifitni su endemi na Maskarenima (Reunion i Mauricijus) i Madagaskaru.
Sastoji se od pet priznatih vrsta

## Vrste
1. Oeonia brauniana H.Wendl. & Kraenzl.
2. Oeonia curvata Bosser
3. Oeonia madagascariensis (Schltr.) Bosser
4. Oeonia rosea Ridl.
5. Oeonia volucris (Thouars) Spreng.

## Sinonimi
- Aeonia Lindl.
- Epidorchis Thouars
- Epidorkis Thouars
- Perrieriella Schltr.

## Vanjske poveznice
- African Orchids